# Sudakova Island
Sudakova Island är en ö i Antarktis. Den ligger i havet utanför Östantarktis. Australien gör anspråk på området. Sudakova Island ligger i sjön Vetvistoe.